# Prowidenija

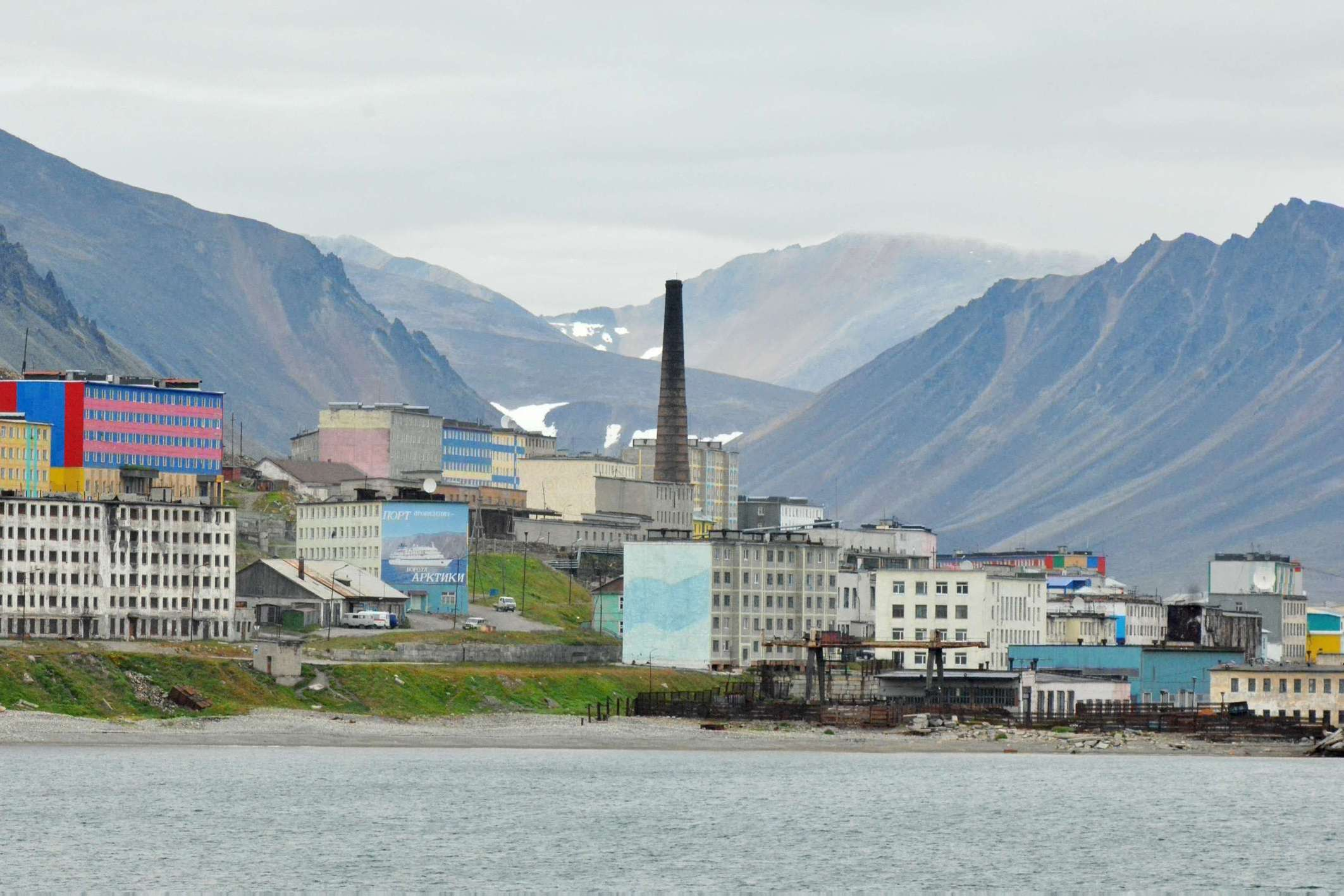
Prowidenija (Chukotka),
Ausgangshafen in die russische Arktis

Prowidenija (russisch Провиде́ния) ist eine Siedlung städtischen Typs mit 1970 Einwohnern (Stand 14. Oktober 2010) im nordöstlichen Teil des Autonomen Kreises der Tschuktschen im äußersten Osten Russlands.

## Geographie
Die Siedlung liegt an einem Fjord an der Beringstraße unweit der Datumsgrenze. Sie ist Verwaltungszentrum des gleichnamigen Rajons Prowidenija (Prowidenski).
Ein großer Teil der Einwohner sind Yupik, Angehörige eines Eskimostammes.

### Klima
Das Klima ist arktisch, wobei die Winter durch die Küstenlage nicht so streng ausfallen.

## Geschichte
Mit der planmäßigen Errichtung einer Siedlung wurde 1937 begonnen, nachdem bereits ab 1928 an dem Naturhafen ein Lagerplatz entstanden war. Benannt wurde sie nach der gleichnamigen Bucht, russisch für Vorsehung. Am 10. Mai 1946 wurde der Status einer Siedlung städtischen Typs verliehen.
In der Sowjetära war Prowidenija ein hauptsächlich militärischer Hafen, welcher durch seine Lage am Fjord von der offenen Beringstraße geschützt war.
Nach dem Ende des Kalten Krieges gab es durch Tourismus vom nahe gelegenen Alaska einen gewissen wirtschaftlichen Aufschwung. Öffentlich bekannt wurde Prowidenija durch den „Friendship Flight“ im Dezember 1988, bei dem erstmals eine amerikanische Fluglinie (Alaska Airlines) den russischen Ort anflog.

### Bevölkerungsentwicklung
| Jahr | Einwohner |
| ---- | --------- |
| 1959 | 4840      |
| 1970 | 6586      |
| 1979 | 4643      |
| 1989 | 5432      |
| 2002 | 2723      |
| 2010 | 1970      |

Anmerkung: Volkszählungsdaten

## Kultur und Sehenswürdigkeiten
In Prowidenija existiert ein Museum für Geschichte und Kultur Tschukotkas.

## Wirtschaft und Infrastruktur
Prowidenija besitzt einen Seehafen und in drei Kilometer Entfernung den kleinen Flughafen Buchta Prowidenija (Prowidenija-Bucht, IATA-Code PVS). Ab 2018 soll die Region mit Energie und Wärme durch das schwimmende AKW-Schiff Akademik Lomonossow versorgt werden.